# 新潟県道365号仲田塩沢線
新潟県道365号仲田塩沢線（にいがたけんどう365ごう なかだしおざわせん）は、新潟県南魚沼市内を通る一般県道である。

## 概要

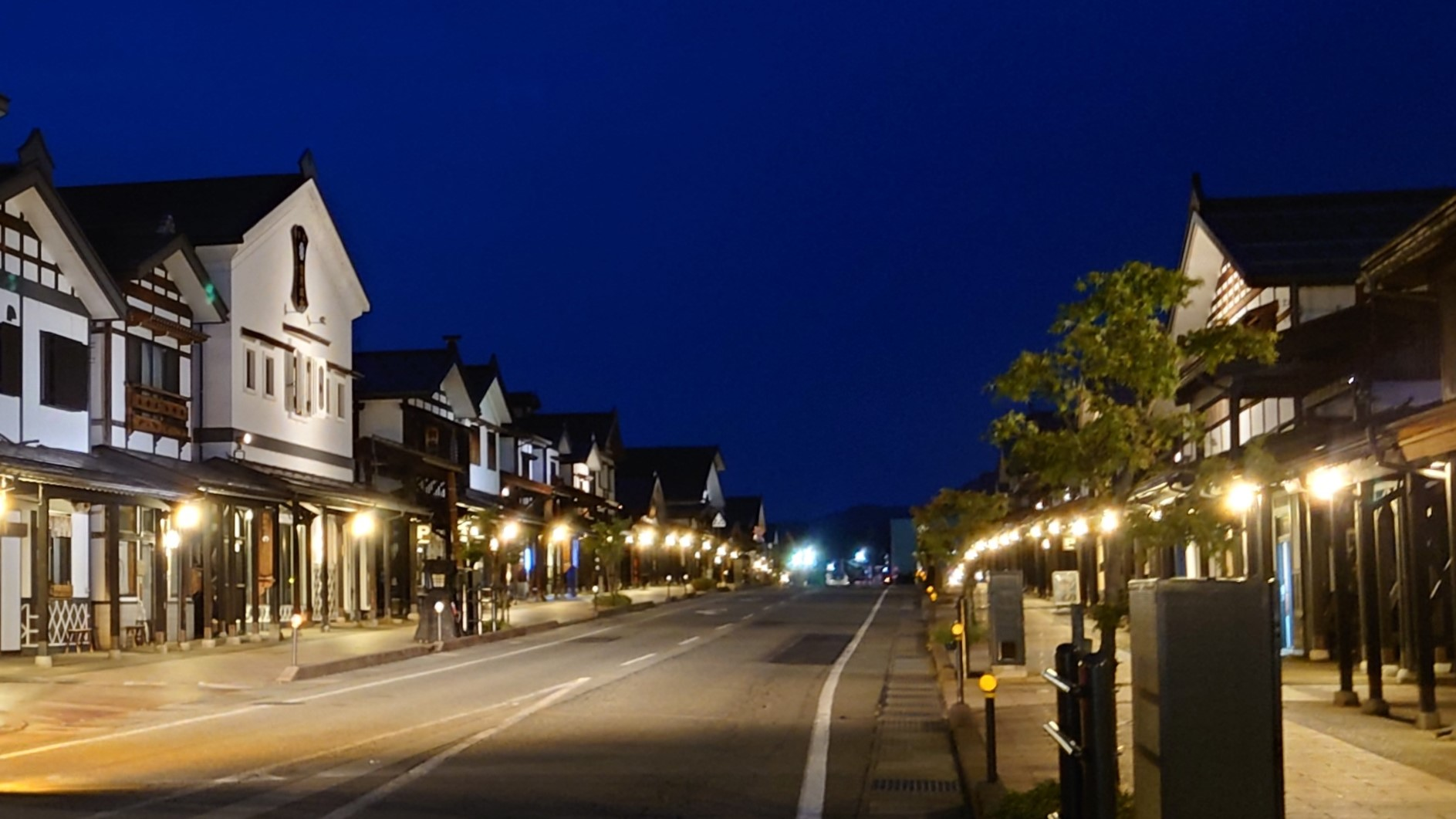
三国街道塩沢宿牧之通り

### 路線データ
- 起点：新潟県南魚沼市竹俣字追出81番１[1]（竹俣交差点、国道17号交点）
- 終点：新潟県南魚沼市塩沢（新潟県道82号十日町塩沢線・新潟県道124号余川塩沢停車場線・新潟県道451号石打停車場塩沢線交点）

## 地理

### 通過する自治体
- 新潟県
南魚沼市

### 交差する道路
- 国道17号（三国街道）（起点：竹俣交差点）
- 新潟県道124号余川塩沢停車場線・新潟県道132号塩沢停車場八竜新田線（南魚沼市塩沢、「第四北越銀行塩沢支店」前）
- 新潟県道82号十日町塩沢線・新潟県道124号余川塩沢停車場線・新潟県道451号石打停車場塩沢線（終点：南魚沼市塩沢、「塩沢小学校」南東）

### 沿線
- 北越急行ほくほく線
  - 六日町駅
- JR信越本線
  - 六日町駅 - 塩沢駅
- 新潟地方検察庁 長岡支部 南魚沼区検察庁
- 新潟家庭裁判所 長岡支部 南魚沼出張所
- 日本年金機構 六日町年金事務所
- 新潟県警察 南魚沼警察署
- 新潟県南魚沼地域振興局
  - 県税部
  - 健康福祉環境部
    - 南魚沼保健所
    - 南魚沼地域福祉事務所
- 南魚沼市民病院
- 南魚沼市消防本部 南魚沼市消防署
- 南魚沼市役所
  - 本庁舎（旧・六日町役場）
  - 塩沢庁舎（旧・塩沢町役場）
- 新潟県立塩沢商工高等学校
- 南魚沼市立塩沢中学校
- 南魚沼市立六日町小学校
- 南魚沼市立塩沢小学校
- 第四北越銀行
  - 六日町支店
  - 六日町中央支店
  - 塩沢支店
- 新潟県労働金庫 六日町支店
- 長岡信用金庫 六日町支店
- 新潟縣信用組合 六日町支店
- ゆきぐに信用組合 本店
- JAみなみ魚沼
  - 六日町支店
  - しおざわ基幹センター・塩沢支店
- 六日町郵便局
- 塩沢郵便局
- 三共化成 塩沢工場
- 塩沢ファッションモール
- 魚野川
- 六日町温泉